# Над Случчю
Над Случчю — ландшафтний заказник місцевого значення в Україні. Об'єкт природно-заповідного фонду Житомирської області. 
Розташований у межах Житомирського району Житомирської області, на лівому березі р. Случ між смт Миропіль та с. Колодяжне.
Площа 29,0 га. Статус надано згідно з рішенням 14 сесії 8 скликання Житомирської обласної ради від 16.03.2023 року №511. Перебуває у віданні Миропільської селищної ради.
Має вагому природоохоронну цінність. Тут поширені види тварин та рослин, занесені до Червоної книги України: півники сибірські, коручка чемерникоподібна, зозульки м'ясо-червоні, підсніжник білосніжний, стрічкарка малинова, ведмедиця-господиня, шуліка чорний, сорокопуд сірий. Серед регіонально рідкісних видів рослин Житомирської області важливе значення має зростання тут живокоста серцеподібного, який знаходиться тут на крайній східній межі свого ареалу. В заказнику також зростають півники угорські, вид, занесений до Резолюції 6 Бернської конвенції.
Заказник Над Случчю має також значну історико-культурну цінність. В межах його території знаходиться городище Колодяжне-3, а неподалік - городища часів Київської Русі – Кам’янець та Колодяжин.

## Галерея

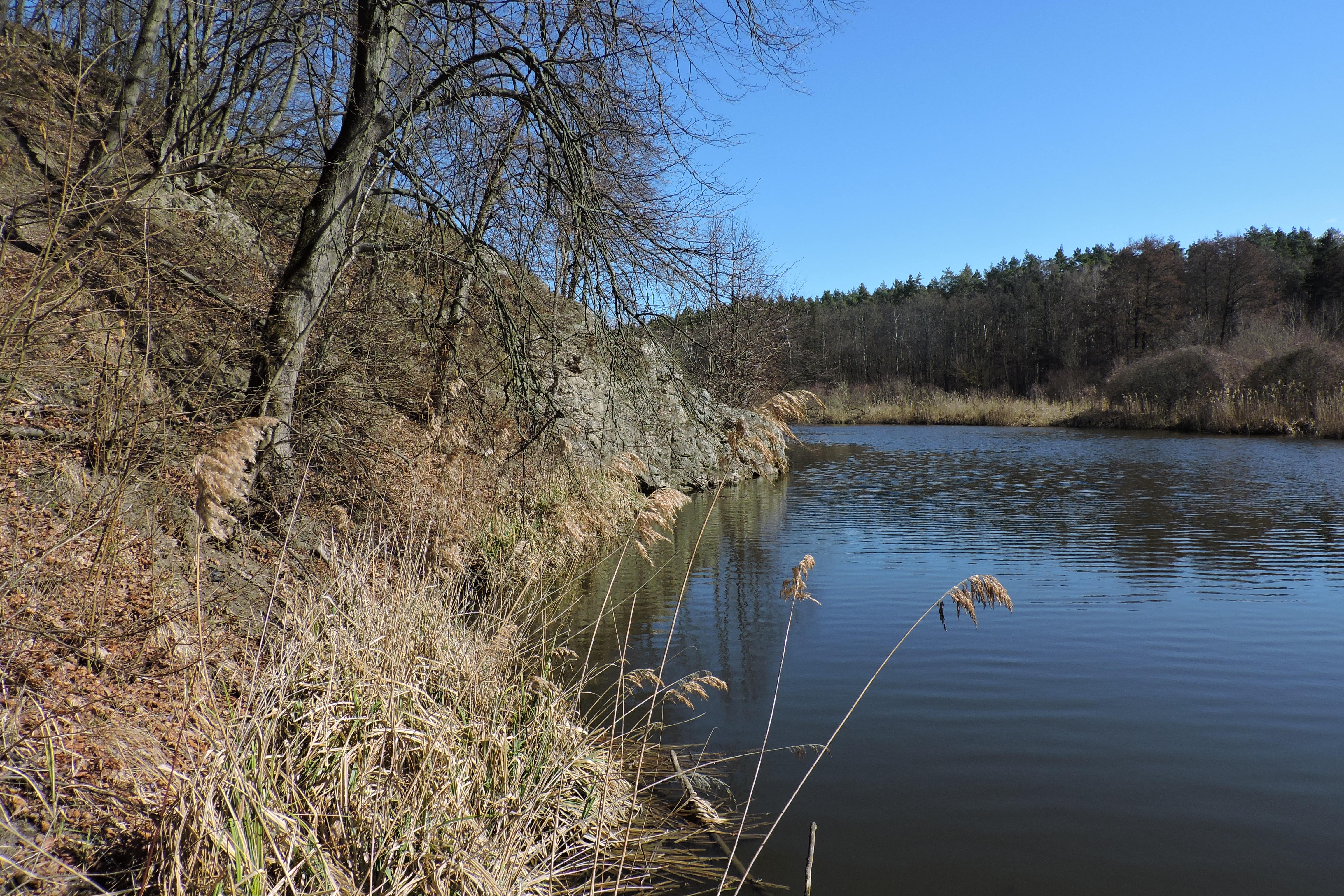
Межа заказника біля р. Случ
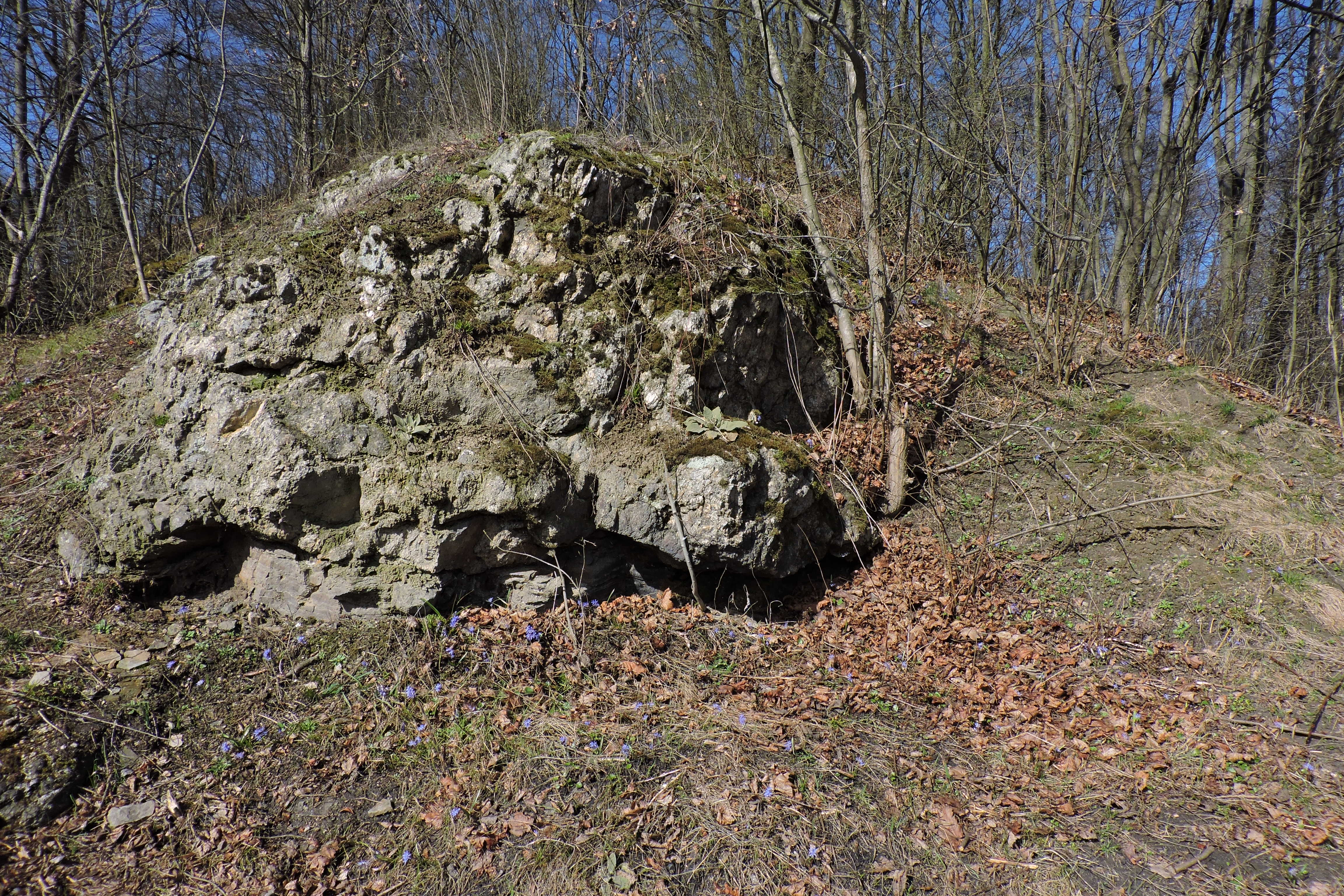
Виходи на поверхню гірських порід
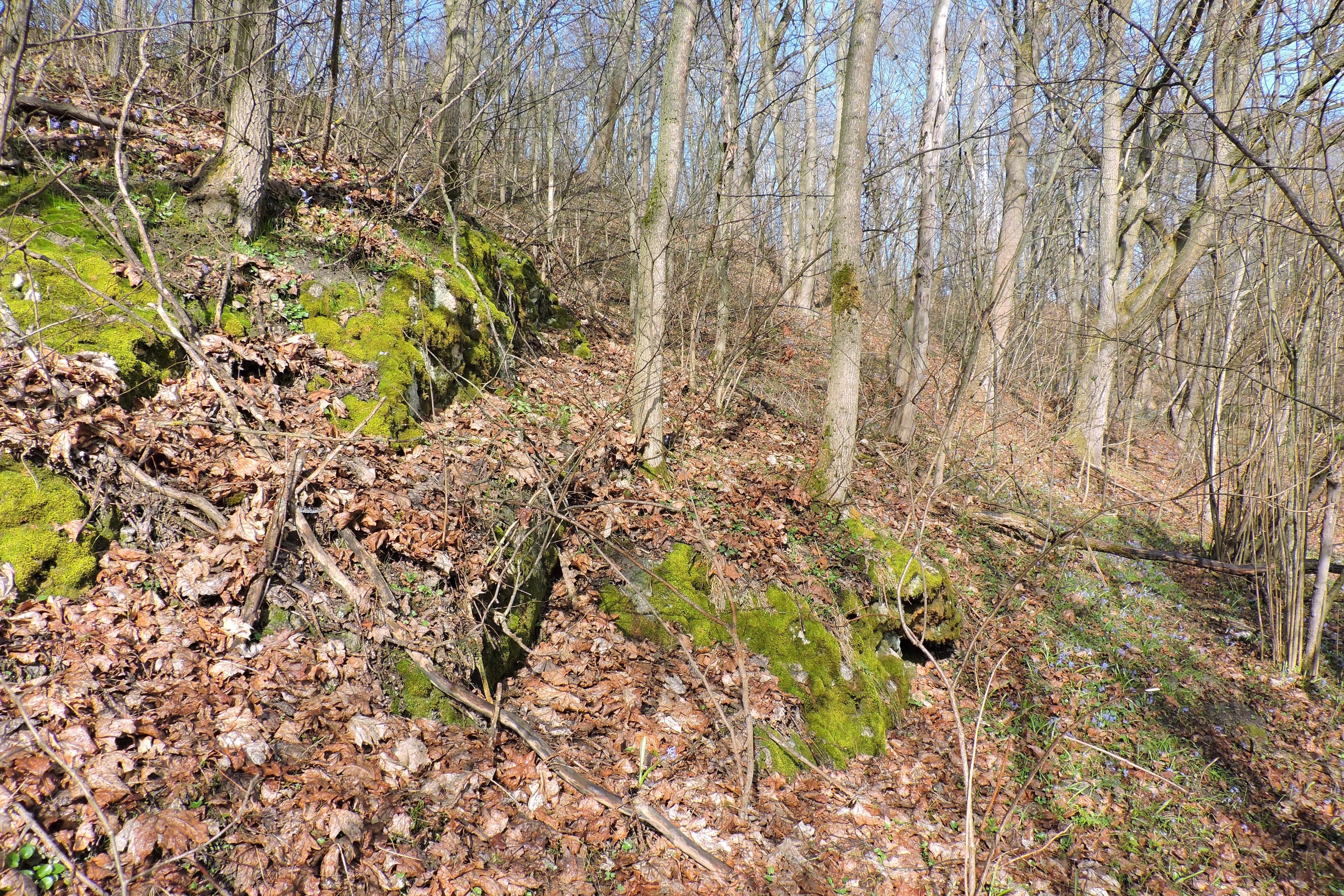
Заліснені схили заказники з виходами на поверхню гірських порід
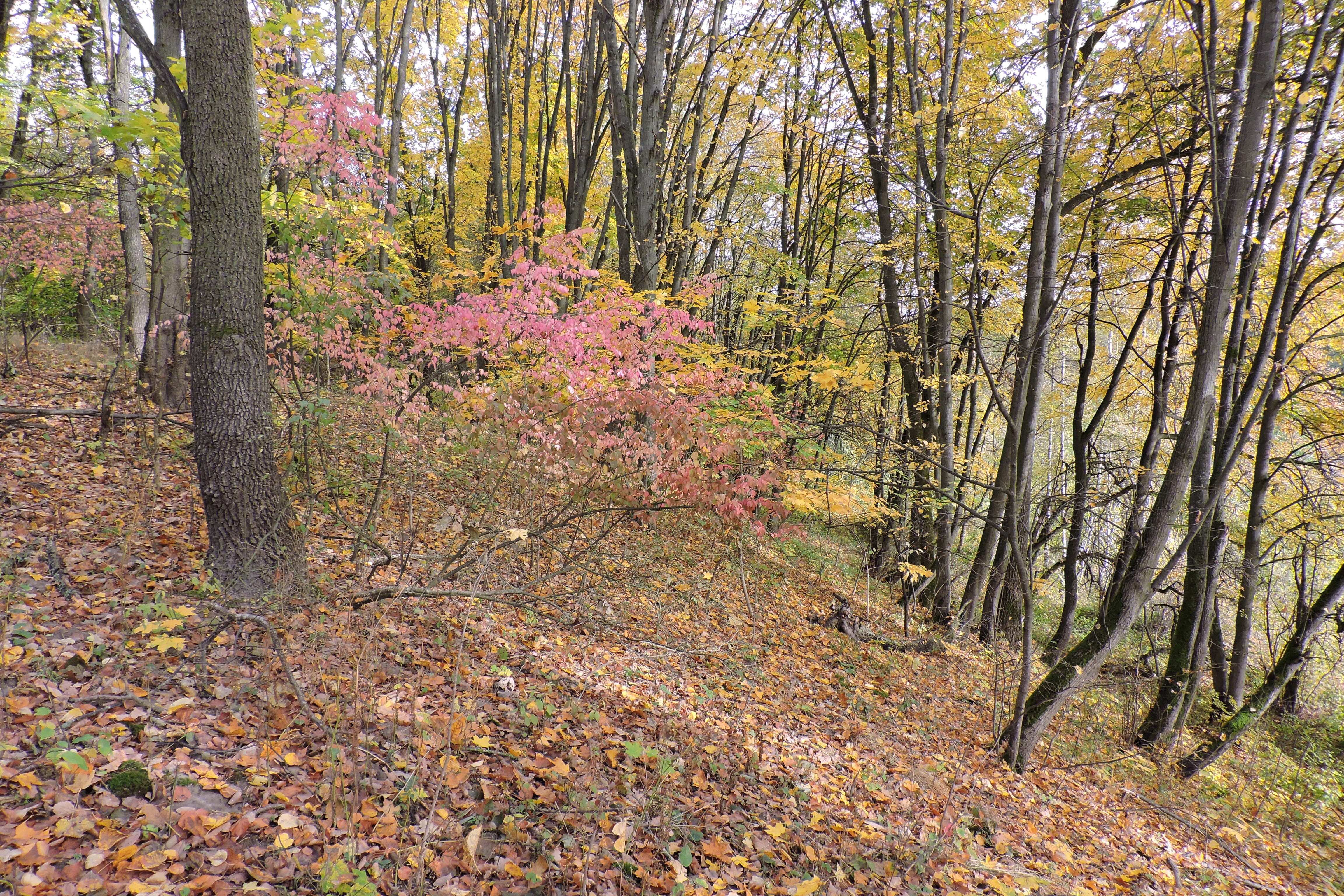
Заліснений схил заказника
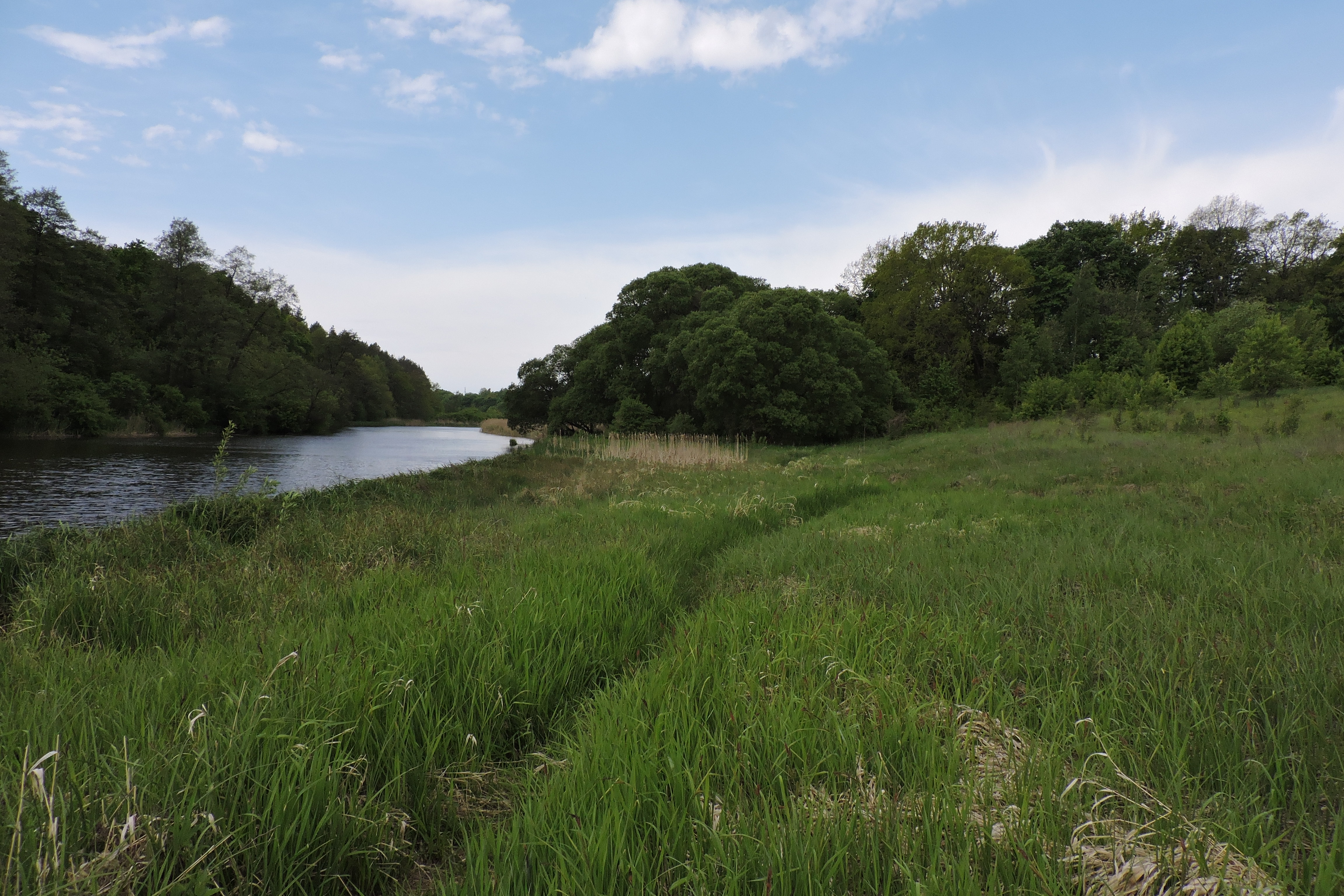
Загальний вигляд на північну частину заказника (праворуч від річки) з боку залізниці